# Березники
Березники́ — город краевого значения в Пермском крае России. Административный центр Березниковского муниципального округа. Второй по населению город в крае (132 841 чел., 2025 год).
Основан в 1932 году в связи с освоением месторождения калийно-магниевых солей. Крупный центр химической промышленности.

## Этимология
У левого берега Камы некогда находился остров, называвшийся по преобладающей растительности Берёзовый. Со временем протока, отделявшая остров, заросла и возникло урочище, названное Березник. В 1929 году в урочище начато строительство Березниковского химического комбината. Возникшие при стройке разрозненные рабочие поселки было решено объединить в город, для которого предлагались названия Химград, Химстрой, Дзержинск, Верхнекамск и Березняковск; декретом ВЦИК от 20 марта 1932 года принято название Березники

## История
Первые русские поселения на территории города возникли в XVI—XVII веках на базе соляных промыслов. Впервые в 1570 году упоминается селение Зырянка. В 1579 году основано Абрамово — первое русское поселение на территории современного города, в этом же году впервые упоминается починок Бурундуков (Сёмино). В 1670 возникает поселение, а позже горный город Дедюхин. В XVII веке вблизи солеварен формируется ряд поселений — Лёнва, Березники, Веретье и другие.
Бурное развитие посёлка Березники начинается в 80-е годы XIX века, когда пермский промышленник Иван Иванович Любимов строит передовой по тем временам Березниковский содовый завод. Содовый завод был основан на базе двух солеварных заводов: старого Дедюхинского и собственно Березниковского солеварного завода, действовавшего в 1782—1797 годах и восстановленного в 1873 году.
Березниковский содовый завод положил начало современным Березникам. Со строительством завода меняется облик местности — на левом берегу Камы, напротив Усолья, по заказу И. И. Любимова, архитектурно-техническое бюро А. Б. Турчевича проектирует заводской посёлок с жилыми домами, училищем, гостиницей и театром. К началу XX века жилой посёлок содового завода был построен.
Березники входили в Лёнвенскую волость Соликамского (до 1918) и Усольского (1918—1923) уездов Пермской губернии.
Борис Пастернак, приезжавший по служебным делам в Березники, в письме к С. П. Боброву от 24 июня 1916 года называет завод «Любимов, Сольвэ и Ко» и посёлок при нём «маленькой промышленной Бельгией». Березниковский содовый завод после национализации его декретом ВСНХ от 28.09.1918 был преобразован в 1923 году в Березниковский образцовый содовый завод (комбинат) им В. И. Ленина.
С 1923 года Березники входили в Верхкамский округ Уральской области, а после его районирования в 1924—1930 годах находились в составе Лёнвенского района, в подчинении Веретийского поселкового совета. В 1930—1934 годах Березники были центром большого по территории Березниковского района Уральской области.
Причиной образования современных Березников послужило открытие уникального (одного из богатейших в мире) Верхнекамского месторождения калийно-магниевых солей. Непосредственно на территории города находятся Березниковский и Дурыманский участки месторождения с балансовыми запасами калийных солей 2,4 млрд тонн.

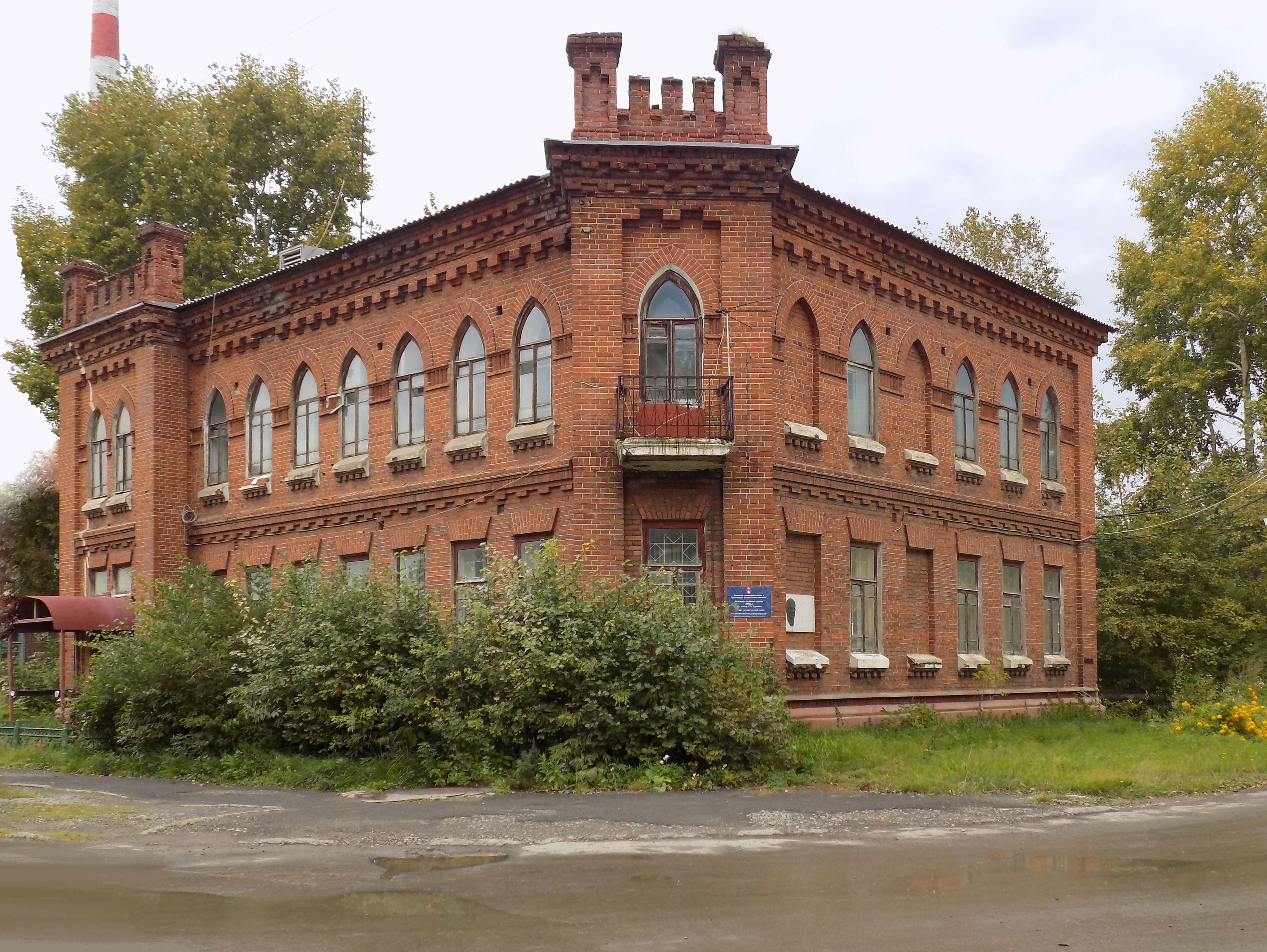
Больница содового завода

20 марта 1932 года Президиум ВЦИК РСФСР постановил объединить в один город с именем «Березники»: город Усолье и рабочие посёлки Веретия, Дедюхино, Лёнва, Усть-Зырянка и Чуртан Березниковского района Уральской области. В городскую черту объединённого города Березники были включены прилегающие к нему населенные пункты с их усадебными и земельными угодьями: давшее название объединённому городу селение Березники, ст. Усольская Пермской железной дороги, пристань Усольская на реке Каме, селение Зырянка, деревня Камень (Сергиева), селение Басево и вновь возникший поселок на территории сельскохозяйственного Усольского комбината. Данное решение было утверждено Президиумом ЦИК СССР от 17 августа 1933 года.
В 1-ю пятилетку Березники превратились в крупный центр химической промышленности. На территории города было завершено строительство гиганта химической промышленности СССР — Березниковского химкомбината, после Великой Отечественной войны получила развитие новая отрасль горнодобывающей промышленности — калийная.
С упразднением в январе 1934 года Уральской области город вошёл в состав образованной Свердловской области, а 9 марта 1934 года Березниковский район был переименован в Ворошиловский с сохранением райцентра в Березниках.
При выделении из состава Свердловской области в 1938 году Пермской (Молотовской) области, город включён в её состав. После выделения из черты Березников в 1940 году вновь города Усолье, туда был перенесен центр преобразованного Ворошиловского района, а сами Березники получили статус города областного значения и перестали входить в район.
В годы Великой Отечественной войны город выпускал все необходимое для фронта и комплектовал призывниками войсковые части Красной Армии. Промышленные предприятия Березников с началом войны перешли на выпуск военной продукции, которая производилась как местными заводами и фабриками, так и эвакуированными из западных районов страны. На фронтах за годы войны приняли участие в боевых действиях тысячи горожан.
Ещё в предвоенные годы (ноябрь 1939 года) была сформирована 112-я стрелковая дивизия Уральского военного округа (в июне 1941 года на его базе была сформирована 22-я армия) со штабом в Перми. Входивший в состав дивизии 524-й стрелковый полк (командир — подполковник Валентин Андреевич Апакидзе) размещался в Березниках, и был укомплектован в значительной части жителями города. Под Невелем дивизия, в том числе и 524-й стрелковый полк, попала в полное окружение, из которого удалось выйти менее 1/3 личного состава.
С 4 ноября 1959 года до 1 февраля 1963 года Березники были административным центром Березниковского района, не входя в его состав. По реформе в 1963 году из упраздненного района в подчинение Березникам перешли город Усолье и рабочий посёлок Орёл, а также Зырянский, Пыскорский и Троицкий сельсоветы. В 1965 году эти населённые пункты с Пыскорским сельсоветом были возвращены в восстановленный Усольский район, кроме самих Березников, продолживших быть городом областного (с 2005 года краевого) значения, а также Троицкого сельсовета, оставшегося в подчинении Березниковскому горсовету. Перед этим в 1964 году Зырянский сельсовет был упразднён, часть его населённых пунктов была переподчинена Троицкому сельсовету (деревни Дурыманы, Косевские, Круглый Рудник и другие), а другая часть (деревни Баскаково, Быгель, Новожилова, Суханова, посёлок Новострой) была признана фактически слившимися с городом Березники; позже все они были включены в городскую черту.
5 февраля 1971 года город был награждён орденом Трудового Красного Знамени.
В 1976 году на землях города (в 9 км от зоны застройки) открыто, а с 1977 года эксплуатируется Юрчукское месторождение нефти с начальными балансовыми запасами 37,1 млн тонн. Годовая добыча месторождения составляет 335 тыс. тонн нефти. Разрабатывается месторождение силикатных песков Заячья Горка (балансовые запасы 10,7 млн м³, добыча 276 тыс. м³), намечено к освоению Сухановское месторождение глин (запасы 2,1 млн м³), резервным является месторождение ПГС (2 млн м³).

## География
Площадь города — 431,1 км². Город расположен на обоих берегах реки Камы (основная часть — на левом). Расстояние до Перми по железной дороге 278 км, по воде — 208 км, по региональной трассе Пермь — Березники 180 км. В 1981 году город был соединён мостом с городом Усолье.

## Климат
- Среднегодовая температура воздуха — 0,9 °C
- Относительная влажность воздуха — 74,2 %
- Средняя скорость ветра — 3,2 м/с

| Показатель                            | Янв. | Фев. | Март | Апр. | Май | Июнь | Июль | Авг. | Сен. | Окт. | Нояб. | Дек.  | Год |
| ------------------------------------- | ---- | ---- | ---- | ---- | --- | ---- | ---- | ---- | ---- | ---- | ----- | ----- | --- |
| Средняя температура, °C               | −14  | −13  | −6,7 | 0,4  | 8,9 | 15,6 | 17,7 | 13,8 | 8,0  | 0,8  | −8,9  | −13,2 | 0,9 |
| Источник: NASA. База данных RETScreen |      |      |      |      |     |      |      |      |      |      |       |       |     |

Климат города умеренно континентальный с суровой продолжительной зимой и тёплым коротким летом. В течение всего года возможны прорывы с севера холодных воздушных арктических масс. Число дней без солнца — 109. Продолжительность устойчивых морозов — 136 дней, с первой декады ноября до третьей декады марта. Территория Березников относится к зоне достаточного увлажнения. Среднее количество осадков в год — 829 мм. Снежный покров появляется во второй декаде октября, а сходит в третьей декаде апреля. Господствующее направление ветров — южное.

## Провалы в Березниках
В середине октября 2006 года затопило одну из шахт БКРУ-1 ОАО «Уралкалий». В середине лета (в конце июля 2007 года) над выработками образовался провал. В зону провала попала линия федеральной железной дороги, движение по которой пришлось на длительное время закрыть. Строительство новой железной дороги в обход опасных участков было завершено лишь в конце 2009 года, до этого времени с большим трудом эксплуатировалась временная резервная дорога. Недалеко от зоны провала (менее 1 км) оказались и жилые дома.
25 ноября 2010 года в городе на территории вокзала образовался новый провал земляного полотна глубиной 20 метров, шириной в 50 метров и протяжённостью в 50 метров. В него провалился один из вагонов железнодорожного состава. По сообщению пресс-службы ОАО «РЖД» выведены из строя кабельные магистрали сигнализации, централизации и связи, 4 опоры контактной сети, 3 стрелочных перевода и первый путь грузового парка. Руководство ОАО «РЖД» направило обращения в ОАО «ГАЛУРГИЯ», Горный институт УрО РАН и ОАО «Уралкалий» с целью подтвердить сохранение устойчивости железнодорожной инфраструктуры на станции Березники и возможность её дальнейшего использования. 28 ноября 2010 года работа станции Березники была приостановлена. 29 ноября 2010 года провал достиг размеров 100 на 40 метров. На месте происшествия работает оперативный штаб ОАО «РЖД». 1 декабря 2010 года с 6:00 мск, с учётом подготовительных работ, на станции возобновлено движение поездов вне опасной зоны. На 22 июня 2011 года размер провала 117 на 70 метров при максимальной глубине около 90 метров. В 2011 году образовался следующий провал недалеко от второго провала в районе железнодорожного вокзала.
Хронология провалов
| № п/п | Дата образования/обнаружения                                                     | Координаты                      | Где расположен                                                      | Размеры с указанием даты | Народное название                                                                                            |
| 1     | В ночь с 26 на 27 июля 1986 г.                                                   | 59°17′24″ с. ш. 56°49′01″ в. д. | Севернее солеотвала БРУ-3 в лесном массиве                          | Размеры по поверхности воды около 150×70 м, по кромке леса — 210×110 м, 2010-е годы. В 1988 году глубина составляла 105 м, в 1992 — 74 м. В феврале 2000 года — 52 м | «Дальний родственник»                                                                                        |
| 2     | 28 июля 2007 года                                                                | 59°23′21″ с. ш. 56°46′09″ в. д. | На территории БРУ-1 в районе фабрики технической соли               | 446 на 328 м, 15.02.2009 | «Большой брат»                                                                                               |
| 3     | 25 ноября 2010 года                                                              | 59°23′52″ с. ш. 56°46′09″ в. д. | Станция «Березники»                                                 | Засыпан в 2011 г., оседания продолжаются. Образуют одно озеро с провалом «Кроха»                                                                                     | «Малыш» |
| 4     | 4 декабря 2011 года                                                              | 59°24′02″ с. ш. 56°46′18″ в. д. | Севернее здания АБК Березниковского шахтно-строительного управления | 135 × 144 м, период с 11.11 по 09.12.2015 | «Кроха» |
| 5     | 17 февраля 2015 около 12:30 по местному времени, мониторинг северной границы ППП | 59°23′32″ с. ш. 56°47′09″ в. д. | Перед фасадом школы № 26 г. Березники                               | 27 × 29 м, период с 22.07 по 19.08.2015 | «Блинчик» (появился на Масленицу 2015 г.), «Гимназист» (рядом школа № 26) или «Пятачок» (пятый в Березниках) |
| 6     | 22 марта 2017 года около 10:00, мониторинг юго-западной части ППП                | 59°23′20″ с. ш. 56°46′57″ в. д. | В районе дома № 29 по улице Котовского, Березники                   | 2,2 на 2,4 м, 22.03.2017 | «Котя I», «Три кота», «Трикотаж»                                                                             |
| 7     | 9 апреля 2017 года, мониторинг юго-западной части ППП                            | 59°23′20″ с. ш. 56°46′59″ в. д. | В 21 м восточнее дома № 29 по ул. Котовского, Березники             | 7,5×10 м, глубина — 8 м, 19.05.2017 | «Котя II», «Три кота», «Трикотаж»                                                                            |
| 8     | 18 апреля 2018 года около 10:00 при маркшейдерском наблюдении                    | 59°23′20″ с. ш. 56°47′00″ в. д. | В районе дома № 33 по ул. Котовского, Березники                     | 4,5 на 7,5 метров, глубина около 3,5 метров, 18.04.2018 | «Котя III», «Три кота», «Трикотаж»                                                                           |

## Население
| 1926     | 1939     | 1959     | 1962     | 1963     | 1967     | 1970     | 1975     | 1976     | 1979     | 1982     |
| -------- | -------- | -------- | -------- | -------- | -------- | -------- | -------- | -------- | -------- | -------- |
| 499      | ↗64 609  | ↗106 119 | ↗120 000 | →120 000 | ↗134 000 | ↗145 580 | ↗174 000 | →174 000 | ↗185 395 | ↗189 000 |
| 1985     | 1986     | 1987     | 1989     | 1990     | 1991     | 1992     | 1993     | 1994     | 1995     | 1996     |
| ↗198 000 | ↘197 000 | ↗200 000 | ↗201 213 | ↘192 000 | ↗200 000 | ↘197 000 | →197 000 | ↘196 000 | ↘185 000 | ↘184 000 |
| 1997     | 1998     | 1999     | 2000     | 2001     | 2002     | 2003     | 2004     | 2005     | 2006     | 2007     |
| ↘183 000 | →183 000 | ↘182 200 | ↘181 900 | ↗182 200 | ↘173 077 | ↗173 100 | ↘171 400 | ↘169 900 | ↘168 300 | ↘167 000 |
| 2008     | 2009     | 2010     | 2011     | 2012     | 2013     | 2014     | 2015     | 2016     | 2017     | 2018     |
| ↘166 000 | ↘164 873 | ↘156 466 | ↗156 500 | ↘154 632 | ↘152 966 | ↘150 696 | ↘148 955 | ↘146 626 | ↘145 115 | ↘143 072 |
| 2019     | 2020     | 2021     | 2023     | 2024     | 2025     |          |          |          |          |          |
| ↘141 276 | ↘139 209 | ↘138 069 | ↘135 533 | ↘134 098 | ↘132 841 |          |          |          |          |          |

На 1 января 2025 года по численности населения город находился на 131-м месте из 1124 городов Российской Федерации.
Естественный прирост населения в городе отрицательный. За период 1989—2019 гг. численность населения сократилась на 30 %. Доля населения в трудоспособном возрасте составляет 63,6 %, население моложе трудоспособного — 16,1 %, старше трудоспособного — 20,3 %. В половозрастной структуре населения преобладают мужчины (50,5 %), особенно велика их доля в трудоспособном возрасте (56,9 %). Женщины преобладают в пожилом возрасте (74 %).
Национальный состав
Согласно переписи 2010 года (в % от общего числа жителей): русские (90,87 %), татары (3,16 %), украинцы (0,81 %), коми-пермяки (0,67 %), немцы (0,51 %).

## Экономика

### Промышленность

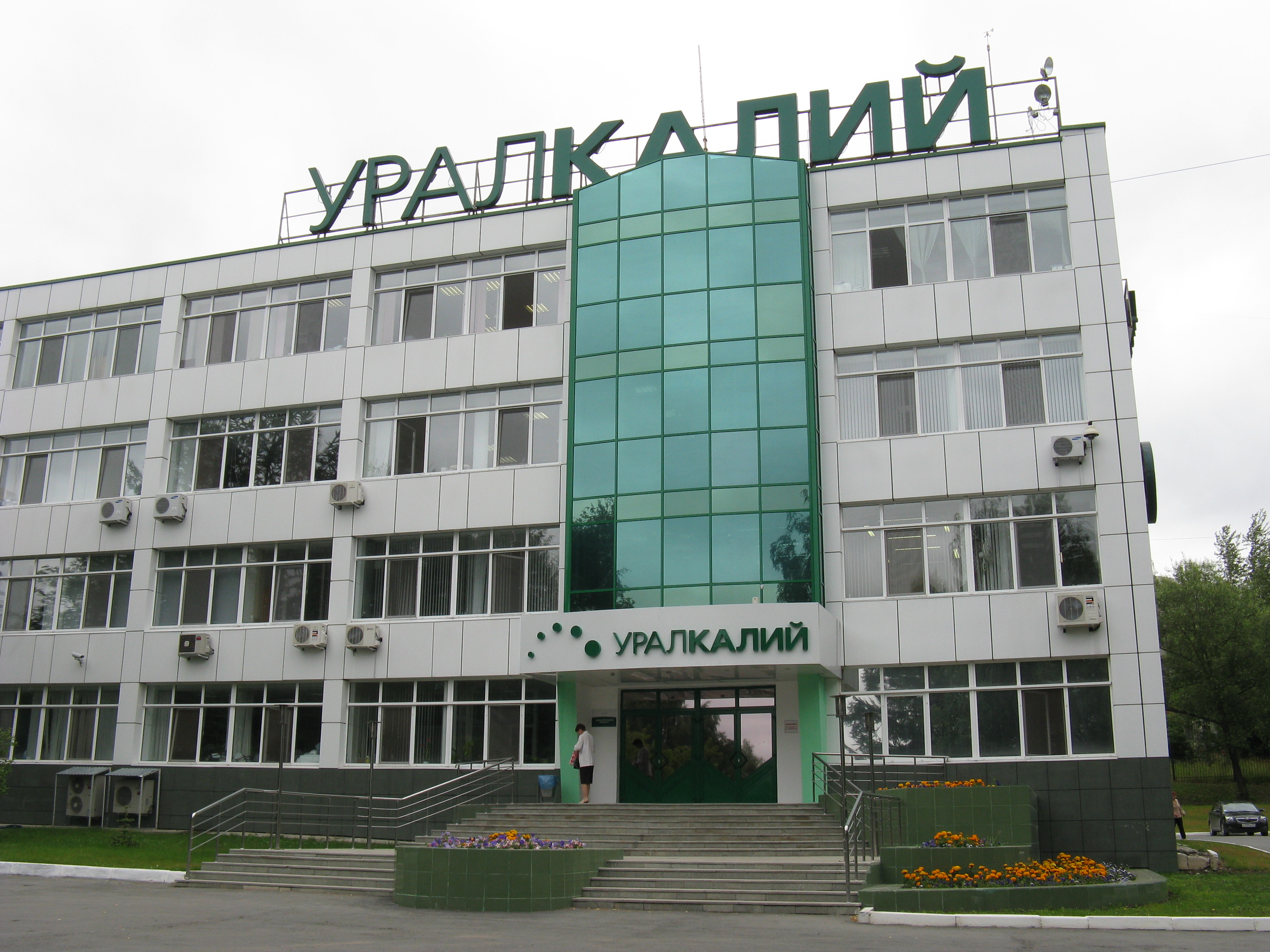
Центральный офис ОАО «Уралкалий»

Березники отличаются чрезмерной концентрацией промышленного потенциала и особенно тяжёлой промышленности, её базовых отраслей. В экономике города сосредоточено 13,8 % промышленно-производственных основных фондов области. На предприятия химического комплекса приходится 87,3 % основных фондов и 79,2 % промышленной продукции Березников, на топливно-энергетический соответственно 8,2 % и 8,8 %, тогда как комплекс по производству товаров народного потребления объединяет 1 % фондов и производит 6,7 % промышленной продукции. Слабо развито машиностроение (1,2 % фондов и промышленной продукции города).
Ряд промышленных предприятий города являются (и официально признаны) монополистами на российском рынке. Таковыми являются:
- Филиал «Азот» "ОАО «ОХК УРАЛХИМ» (аммиачная селитра, карбамид и прочие азотсодержащие удобрения);
- ОАО «Бератон» (обанкротился и ликвидирован);
- «АВИСМА» филиал ПАО «Корпорация ВСМПО-АВИСМА» (титан губчатый и титановые порошки, металлический магний, магниевые сплавы и изделия, химическая продукция);
- ПАО «Уралкалий» (единственный производитель калийных удобрений страны с 2011 года, после объединения с ОАО «Сильвинит»).

Значительная часть продукции экспортируется. Например, экспорт ПАО «Корпорация ВСМПО-АВИСМА» составляет около 20 млн долларов США в год (5,4 % внешнеторговых поставок области).
За 2009 год по предприятиям обрабатывающих производств объём отгруженных товаров собственного производства, выполненных работ и услуг собственными силами составил 45,1 млрд рублей.
Березники — один из 12 крупнейших центров сосредоточенного строительства Урала с исходным объёмом выполняемых работ около 100 млн руб. (в ценах 1989 года). Крупнейшая строительная организация — трест «Березникихимстрой».
Промышленные предприятия и объекты производственной инфраструктуры образуют три промышленные зоны:
- западную (БКПРУ-1 ПАО «Уралкалий», ОАО «Азот», ОАО «Березниковский содовый завод» и др.)
- северную («АВИСМА» филиал ПАО «Корпорация ВСМПО-АВИСМА» и др.)
- северо-восточную (БКПРУ-4 ПАО «Уралкалий»)

На конец 2016 года в городе насчитывалось 2374 предприятия и организаций, на которых трудились 49,8 тысяч человек. Средняя заработная плата березниковцев в 2016 году составляла 37,4 тысяч рублей.

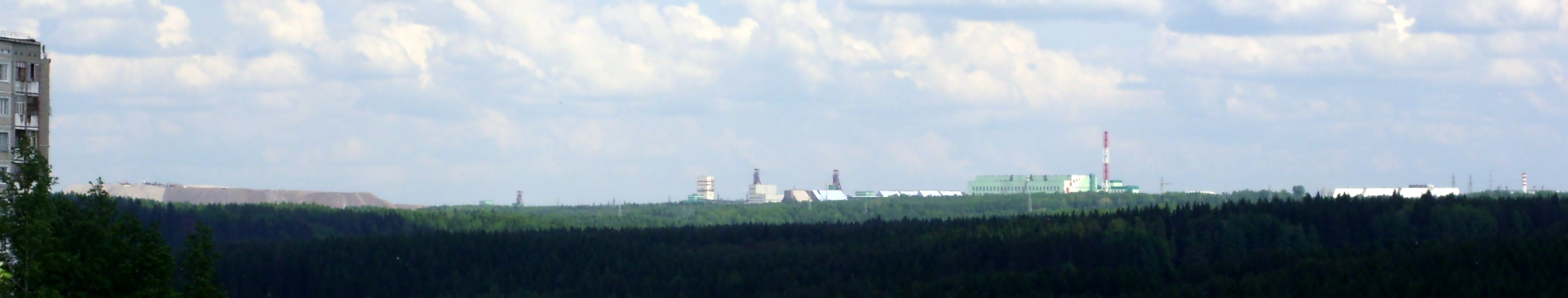
БРУ-4 ОАО «Уралкалий». Вид из городской черты Березников.

### Транспорт

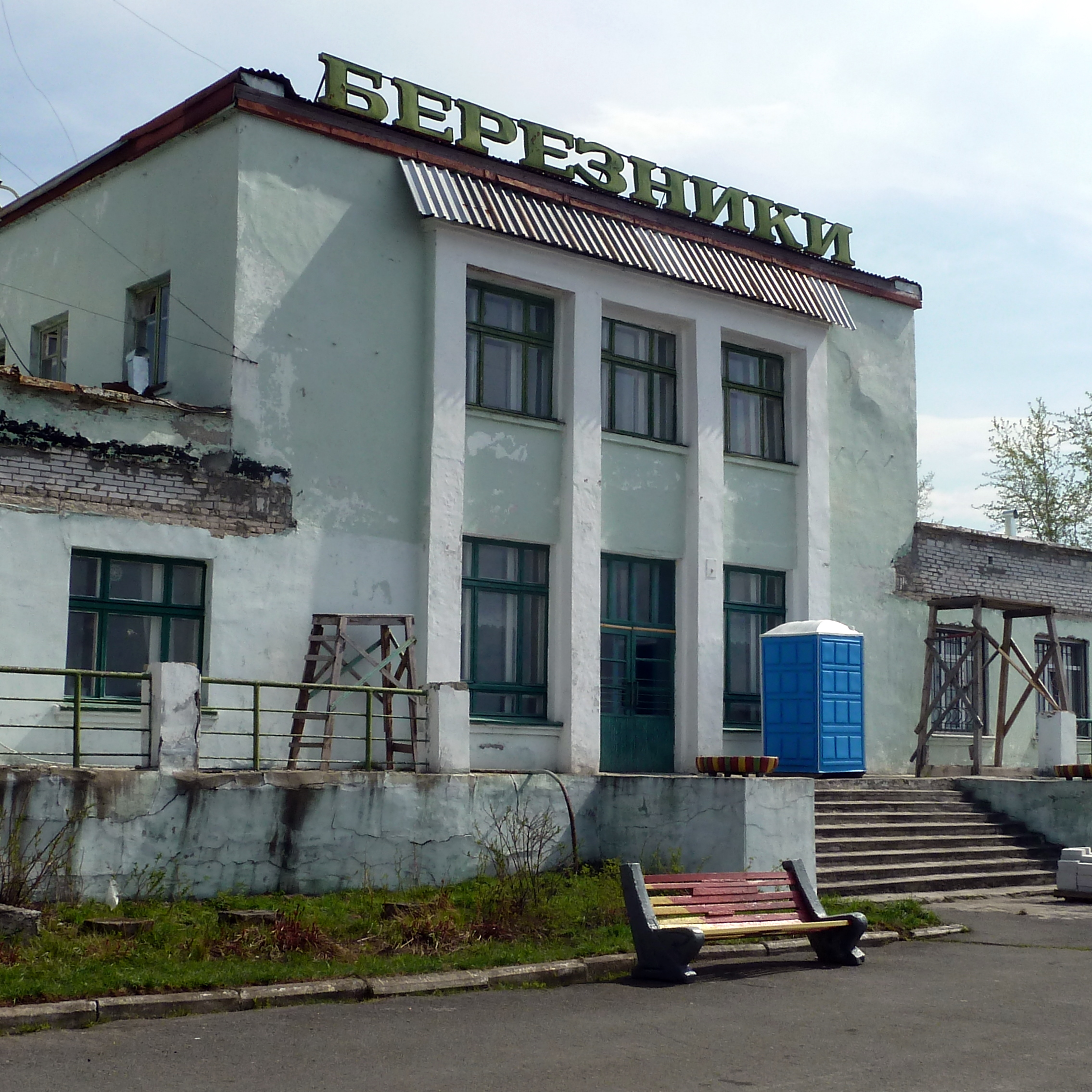
Речной вокзал

Через город проходит автомобильная дорога «Кунгур—Соликамск», имеется речной порт на левом берегу Камского водохранилища.

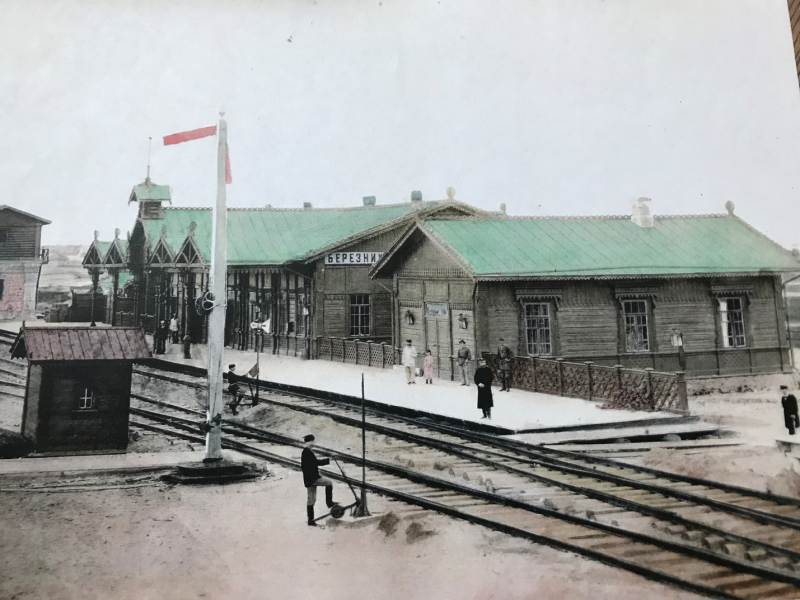
Станция, 1879 г.

Ранее город являлся крупным транспортным узлом области: через город по станции Березники проходила железнодорожная ветвь Чусовская—Соликамск, однако после провалов в городе в настоящее время железнодорожное сообщение полностью ликвидировано, вокзал на станции заколочен и закрыт, движение поездов отсутствует, имеется угроза дальнейших провалов.
До 2001 года работал аэропорт «Березники», который обеспечивал город авиасообщением с другими районами региона, а также выполнял регулярные рейсы в Москву, Санкт-Петербург и другие города России. Сейчас рассматривается возможность возобновления регулярных пассажирских рейсов из аэропорта, а также возможность принимать бизнес-авиацию.
С 15 мая 2010 года автобусные и троллейбусные маршруты объединены в единую маршрутную сеть с единой нумерацией. Были введены новые маршруты.
Троллейбусное движение
В 1961 году в Березниках пущен троллейбус (это один из двух городов края, имеющий городской электротранспорт, а с 1 июля 2019, после упразднения троллейбусной сети Перми - единственный город края, имеющий троллейбусное сообщение). Длина троллейбусных линий более 30 км.
В городе в разное время существовали маршруты 1, 1к, 2, 3, 3А, 4, 5, 6, 6к, 7, 7А, 8, 9, 9Б, 10, 11, 11А, 12, 14, 15, А, К, Ко.
С 15 мая 2010 года обслуживаются три маршрута 5 (К), 6, 7, а также 9 (но не регулярно). Остальные маршруты закрыты, либо обслуживаются автобусами и микроавтобусами частных предпринимателей.
С 14 января 2021 года был добавлен троллейбусный маршрут №14.
Четырьмя самыми длинными маршрутами, курсировавшими в своё время по городу, были следующие:
- 3 — пл. Юбилейная → (по ул. Пятилетки) → Сода (Березниковский содовый завод)
- 8 — пл. Первостроителей → (по ул. Пятилетки) → БРУ-2
- 12 — пл. Юбилейная → (по ул. Пятилетки) БРУ-1 → (по ул. Юбилейной) Площадь Юбилейная
- 15 — пл. Юбилейная → (по ул. Юбилейной, затем по ул. Пятилетки) Околица

На 2013 год количество регулярных маршрутов сократилось до трёх, ситуация с подвижным составом улучшается. В эксплуатации находится 47 троллейбусов.

### Энергетика
В городе для снабжения промышленных предприятий и населения построены три тепловые электростанции: Березниковская ТЭЦ-2, Березниковская ТЭЦ-4, Березниковская ТЭЦ-10.

## Социальная сфера и культура
Для города характерна развитая социальная инфраструктура. Жилой фонд составляет 300,8 тыс. м² общей площади, в том числе 94,8 %, составляет обобществлённый фонд. Уровень благоустройства обобществлённого и кооперативного жилищного фонда (доля оборудованной жилой площади, в %): водопроводом 99,4; канализацией 99,4; центральным отоплением 99,5; ванной или душем 96,3; газом 94,0; горячим водоснабжением 99,2. 83 % горожан имеют отдельные квартиры, 8,5 % живут в коммунальных квартирах, 4,8 % проживают в общежитиях, 3,6 % занимают собственный дом.
В городе работает 219 предприятий розничной торговли (в том числе 164 магазина с площадью торговых помещений 30 120 м² и 55 палаток, 211 предприятий общественного питания (18 тыс. посадочных мест, из них 281 место — в пригородной зоне). В Березниках действуют 22 предприятия связи (1992) и АТС общей мощностью 9,1 тыс. номеров. По уровню телефонизации (33,5 аппаратов на 100 семей) город значительно опережает среднеобластной показатель (29,1). В городе находится 2-я областная больница. Коечный фонд больничных учреждений — около 3040 ед., врачей — 832, медсестёр — 2160. Имеется театр драмы, драматический театр «Бенефис». Число мест в клубных учреждениях 4,2 тыс. ед., книжный фонд библиотек — 1,0 млн томов (1992)

## Образование и наука
Система образования включает филиал Пермского национального исследовательского политехнического университета, филиал Пермского государственного университета, представительство Российского государственного профессионально-педагогического университета, 4 средних специальных учебных заведения (политехнический техникум (899 учащихся, 41 преподаватель), медицинское училище (533 и 83 соответственно), строительный техникум (661 и 30), музыкальное училище, лицей № 1, около 30 общеобразовательных школ, 8 профессионально-технических училищ и 102 детских дошкольных учреждения (12 656 мест, 3817 сотрудников). Среди лиц старше 15 лет 24,2 % имеют высшее или среднее специальное образование (1989 г.). Среди занятого населения доля специалистов — 22,2 %.
Березники — второй по величине научный центр в Пермском крае. Научные организации города располагают (1991 г.) основными средствами научной деятельности на 7,8 млн руб., в том числе 2,1 млн руб. — машины и оборудование (в ценах 1989 г.), в организациях трудится около восьмисот сотрудников (в том числе 309 имеют высшее образование, 35 из них — кандидаты наук).
Основные научные учреждения: Российский институт титана и магния (200 сотрудников, в том числе 23 кандидата наук, 2,9 млн руб. основных средств, научные подразделения ПО «Сода» (28 сотрудников), ПО «Азот» (22 сотрудника, в том числе 1 кандидат наук).

## Средства массовой информации

### Печатные издания
- «Березниковский рабочий» — четыре раза в неделю (старейшее издание, с 2004 года принадлежит ПАО «Уралкалий»)[64]
- «Березниковская неделя» — еженедельник (приложение к газете «Березниковский рабочий», самостоятельное юридическое лицо и регистрация в качестве СМИ с 2005 года, принадлежит ОАО «Уралкалий»)
- «Березники вечерние» — еженедельник (учредитель и издатель — ООО «ИД „Типография купца Тарасова“»)[65]
- «Неделя. RU» — еженедельник (принадлежит ОАО «Азот»)[66]
- «Новая газета-1» — еженедельник (издание городской администрации, в марте 2008 года выпуск прекращён)
- «Вся реклама» — еженедельная рекламно-информационная газета (учредитель — ООО «Пресс-МАЯК»), электронная версия на сайте
- «Молодёжный портал» — еженедельная молодёжная рекламно-информационная газета (учредитель — ООО «Пресс-МАЯК»), электронная версия на сайте
- «Иная городская газета» — выходит нерегулярно(частное издание, учредитель — Ковбасюк В. В.)
- «Верхнекамье» — региональное приложение АиФ, еженедельник (не издаётся)
- «Городская газета» — еженедельник (принадлежит ОАО «Уралкалий») — закрыта в ноябре 2014 года
- «На волне» — газета-журнал, выходит дважды в месяц, издатель Владимир Потехин с сентября 2014 года[67]
- «Новая городская» — еженедельно, издаётся бывшим коллективом «Городской газеты» с декабря 2014 года

### Радиовещание
Радиостанции
| Частота          | Название                            | Высота подвеса антенны | Мощность передатчика | Место установки передатчика |
| ---------------- | ----------------------------------- | ---------------------- | -------------------- | --------------------------- |
| Интернет Вещание | Радиостанция Два Берега             | -                      | -                    | -                           |
| 93,9 МГц         | Радио ENERGY                        | 90 метров              | (100 Вт)             | (Толстого)                  |
| 96,6 МГц         | Белое радио                         | 40 метров              | (1 кВт)              | (Ключевая, 17)              |
| 98,7 МГц         | Пионер FM                           | 45 метров              | (1 кВт)              | (Дом моды)                  |
| 100,1 МГц        | Авторадио                           | 55,3 метра             | (1 кВт)              | (Абрамовская башня)         |
| 101,0 МГц        | Радио Звезда                        | 106 метров             | (1 кВт)              | (Телебашня-РТПЦ)            |
| 101,4 МГц        | Радио Maximum                       | 55,3 метра             | (1 кВт)              | (Абрамовская башня)         |
| 101,9 МГц        | Радио Маяк                          | 114 метра              | (1 кВт)              | (Телебашня-РТПЦ)            |
| 102,8 МГц        | Европа Плюс                         | 97,7 метра             | (1 кВт)              | (Толстого)                  |
| 103,3 МГц        | DFM                                 | 55,3 метра             | (1 кВт)              | (Абрамовская башня)         |
| 103,8 МГц        | Радио Шансон                        | 45 метров              | (1 кВт)              | (Дом моды)                  |
| 104,2 МГц        | Радио России / Радио Пермского края | 113 метров             | (1 кВт)              | (Телебашня-РТПЦ)            |
| 104,6 МГц        | Love Radio                          | 120 метров             | (1 кВт)              | (Дом моды)                  |
| 105,1 МГц        | Русское радио                       | 55,3 метра             | (1 кВт)              | (Абрамовская башня)         |
| 105,7 МГц        | Дорожное радио                      | 88 метров              | (1 кВт)              | (Телебашня-РТПЦ)            |
| 106,6 МГц        | Радио Дача                          | 79 метров              | (1 кВт)              | (Толстого)                  |
| 107,0 МГц        | Вести FM                            | 113 метров             | (1 кВт)              | (Телебашня-РТПЦ)            |
| 107,4 МГц        | Юмор FM                             | 55,3 метра             | (500 Вт)             | (Абрамовская башня)         |
| 107,8 МГц        | Ретро FM                            | 97,7 метра             | (1 кВт)              | (Толстого)                  |

### Телевещание
Аналоговое эфирное телевещание
| Частотный канал | Название телеканала     | Высота подвеса антенны | Мощность передатчика | Место установки передатчика |
| --------------- | ----------------------- | ---------------------- | -------------------- | --------------------------- |
| 4 МВ-канал      | Первый канал            | 163 метра              | 5 кВт                | Телебашня-РТПЦ              |
| 7 МВ-канал      | Матч ТВ                 | 171 метр               | 1 кВт                | Телебашня-РТПЦ              |
| 9 МВ-канал      | Россия 1 / ГТРК «Пермь» | 171 метр               | 5 кВт                | Телебашня-РТПЦ              |
| 11 МВ-канал     | НТВ                     | 124 метра              | 5 кВт                | Телебашня-РТПЦ              |
| 21 ДМВ-канал    | РЕН ТВ                  |                        | 500 Вт               | Телебашня-РТПЦ              |
| 23 ДМВ-канал    | ТНТ4                    |                        | 100 Вт               | Кропачевская радиовышка     |
| 25 ДМВ-канал    | СТС / Березники ТВ      |                        | 1 кВт                | Телебашня-РТПЦ              |
| 27 ДМВ-канал    | Че!                     | 88 метров              | 100 Вт               | Телебашня-РТПЦ              |
| 29 ДМВ-канал    | Пятница!                |                        | 100 Вт               | Кропачевская радиобашня     |
| 32 ДМВ-канал    | ТВ3                     |                        | 100 Вт               | Толстого                    |
| 35 ДМВ-канал    | Канал Disney            | 140 метров             | 100 Вт               | Телебашня-РТПЦ              |
| 37 ДМВ-канал    | ТНТ-Березники           | 88 метров              | 1 кВт                | Толстого                    |
| 40 ДМВ-канал    | ТВ Центр                | 153 метра              | 1 кВт                | Телебашня-РТПЦ              |
| 45 ДМВ-канал    | Домашний                |                        | 100 Вт               | Кропачевская радиовышка     |
| 51 ДМВ-канал    | Пятый канал             | 153 метра              | 1 кВт                | Телебашня-РТПЦ              |
| 56 ДМВ-канал    | Ю                       | 140 метров             | 100 Вт               | Телебашня-РТПЦ              |
| 58 ДМВ-канал    | Звезда                  |                        |                      | Телебашня-РТПЦ              |

Цифровое эфирное телевещание
Цифровое эфирное телевещание ведётся в стандарте DVB-T2.
| Частотный канал | Мультиплекс               | Высота подвеса антенны | Мощность передатчика | Место установки передатчика |
| --------------- | ------------------------- | ---------------------- | -------------------- | --------------------------- |
| 38 ДМВ-канал    | Первый мультиплекс РТРС-1 | 188 метров             | 5 кВт                | Телебашня-РТПЦ              |
| 46 ДМВ-канал    | Второй мультиплекс РТРС-2 | 188 метров             | 5 кВт                | Телебашня-РТПЦ              |

## Интернет и мобильная связь
В Березниках развиты широкополосный доступ в Интернет и сотовая связь. В городе работают крупнейшие российские операторы связи: Ростелеком, ЭР-Телеком (Дом.ru), ТрансТелеКом, Т2 (ранее Теле2 Россия), МегаФон, Билайн, МТС, Сателлит-Сервис.

## Объекты культурного наследия

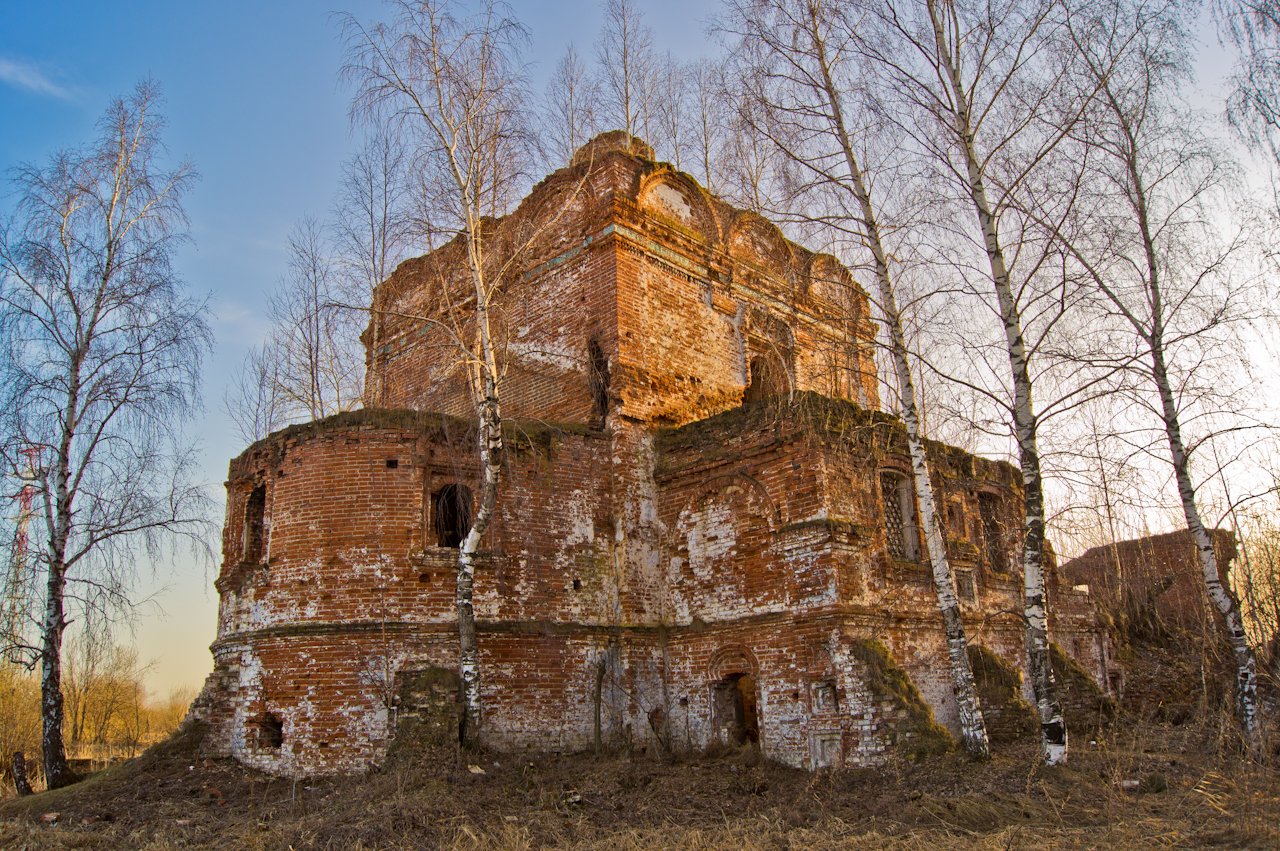
Троицкая церковь

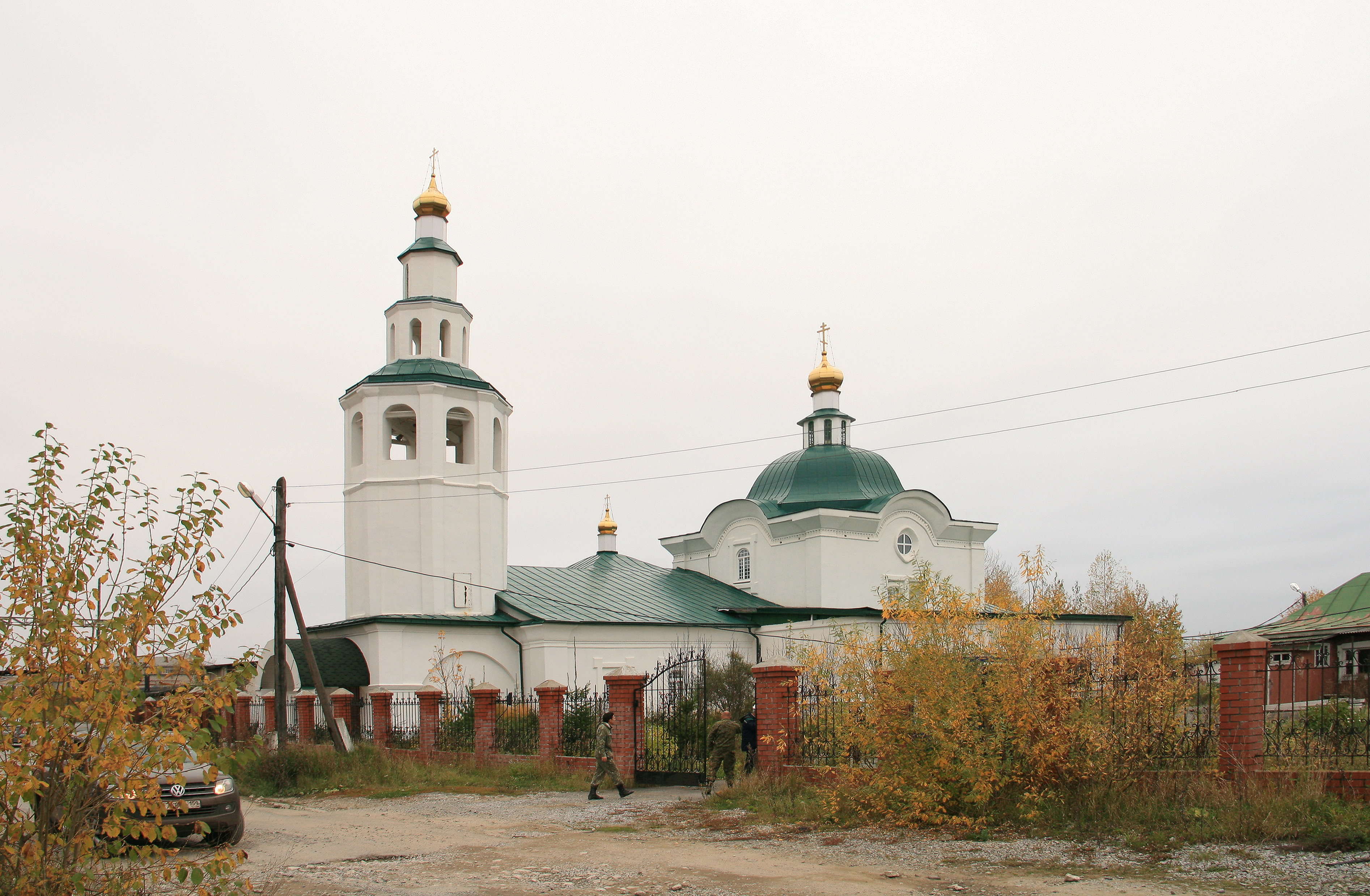
Храм Усекновения Главы Иоанна Предтечи (Березники, Зырянка)

Бывшее здание школы (2-классное училище). Декабрь 2014 г.

| Объекты культурного наследия Пермского края на территории города Березники |                                             |                                                      | |
| 1                                                                          | Корпус хирургический 2-й областной больницы | 1930 г.                                              | Ул. Деменева, д. 12а |
| 2                                                                          | Церковь Иоанна Предтечи «На Зырянке»        | 1754 г.                                              | Ул. Котовского, д. 23 |
| 3                                                                          | Кинотеатр «Авангард»                        | 1932 г.                                              | Пр. Ленина, д. 46 |
| 4                                                                          | Школа (2-классное училище) Содового завода  | 1910-е гг.                                           | В западной части городской черты |
| 5                                                                          | Больница Содового завода                    | 1908 г.                                              | В западной части городской черты |
| 6                                                                          | Братское кладбище советских воинов          | 1941-1945 гг.                                        | Кладбище |
| 7                                                                          | Абрамово I, селище                          | Род. XI—XIII вв.                                     | г. Березники, северо-восточная окраина, в месте пересечения р. Быгель с шоссе Пермь-Соликамск, левый берег р. Быгель                                          |
| 8                                                                          | Дедюхин, горный город                       | XVII-XIX вв.                                         | Г. Березники, северо-западная окраина, цепь островов к северу от моста через Каму                                                                             |
| 9                                                                          | Зырянка I, поселение                        | Рус., XVII—XVIII вв.                                 | Г. Березники, район БРУ-1, дом 22 по ул. Котовского, правый берег р. Зырянка                                                                                  |
| 10                                                                         | Лёнва I, поселение                          | XVI-XIX вв.                                          | Г. Березники, на островах р. Кама по обе стороны от автодороги Березники — Усолье, лодочная база АО «АВИСМА»                                                  |
| 11                                                                         | Новожилово I, стоянка                       | Мезолит, VII тыс. до н. э.                           | Г. Березники, восточная окраина (бывш.д. Новожилово), в 0,4 км к северо-востоку, в районе 2 просек под лыжню, берег пересыхающего болота                      |
| 12                                                                         | Пермяково I, селище                         | Род., IX—XIII вв.                                    | Г. Березники, пригородная зона, бывшая д. Пермяково, в 1 км к северо-востоку, в месте пересечения ЛЭП с р. Быгель, левый берег р. Быгель                      |
| 13                                                                         | Хуторская II, стоянка                       | Неолит, VI—V тыс. до н. э.                           | Г. Березники, пригородная зона, урочище Бабушкин хутор, ж/д разъезд «9 км», 300 м к юго-западу, восточный берег Чашкинского озера, левый берег р. Камы        |
| 14                                                                         | Чашкинское озеро I, стоянка                 | Неолит, V тыс. до н. э.                              | Г. Березники, пригородная зона, ж/д разъезд «9 км», в 1,8 км к северо-западу, восточный берег Чашкинского озера, левый берег р. Кама                          |
| 15                                                                         | Чашкинское озеро II, стоянка                | Неолит, энеолит, V—III тыс. до н. э.                 | Г. Березники, пригородная зона, ж/д разъезд «9 км», в 1 км к северо-западу, восточный берег Чашкинского озера, левый берег р. Кама                            |
| 16                                                                         | Чашкинское озеро III, стоянка               | Энеол., гар., III- сер. II тыс. до н. э.             | Г. Березники, пригородная зона, ж/д разъезд «9 км», в 1,5 км к северо-западу, восточный берег Чашкинского озера, левый берег р. Кама                          |
| 17                                                                         | Чашкинское озеро IV, стоянка                | Неолит, IV тыс. до н. э.                             | Г. Березники, пригородная зона, ж/д разъезд «9 км», в 2 км к северо-западу, восточный берег Чашкинского озера, левый берег р. Кама                            |
| 18                                                                         | Чашкинское озеро V, стоянка                 | Мезолит, неолит, энеолит, VII, IV, III тыс. до н. э. | Г. Березники, пригородная зона, ж/д разъезд «9 км», в 2,5 км к северу, восточный берег Чашкинского озера, левый берег р. Кама                                 |
| 19                                                                         | Чашкинское озеро VII, стоянка               | Неолит, IV тыс. до н. э.                             | Г. Березники, пригородная зона, ж/д разъезд «9 км», в 4 км к северо-западу, в устье безымянного ручья, восточный берег Чашкинского озера, левый берег р. Кама |
| 20                                                                         | Чашкинское озеро VIII, стоянка              | Неолит, IV тыс. до н. э.                             | Г. Березники, пригородная зона, ж/д разъезд «9 км», в 2,3 км к северо-западу, восточный берег Чашкинского озера, левый берег р. Кама                          |

## Почётные граждане
Бруно Фрейндлих (1909—2002). Стал почётным гражданином в 1984 году.
С 2018 года присваивается звание почётного гражданина муниципального образования «Город Березники», к которому приравниваются звания почётных граждан города Березников, Усольского муниципального района, Усольского городского и Троицкого сельского поселений.